# Дзвели-Марабда
Дзвели-Марабда (груз. ძველი მარაბდა) — село в Грузии, на территории Тетрицкаройского муниципалитета края (мхаре) Квемо-Картли.

## География
Село находится в юго-восточной части Грузии, на левом берегу реки Алгети, на расстоянии приблизительно 23 километров (по прямой) к востоку от города Тетри-Цкаро, административного центра муниципалитета. Абсолютная высота — 545 метров над уровнем моря.

## Население
По результатам официальной переписи населения 2014 года в Дзвели-Марабде проживало 204 человека (91 мужчина и 113 женщин). В национальной структуре населения грузины составляли 94,1 %, азербайджанцы — 5,9 %.
| Год  | Население, человек |
| ---- | ------------------ |
| 2002 | 205                |
| 2014 | ↘ 204              |